# Beylicat de Mastchoh
1920–1923
Entités précédentes :
- Khanat de Boukhara

Entités suivantes :
- RSSA du Turkestan

Le beylicat de Mastchoh est un micro-État établi par Sayyid Ahmad-xoʻja Ovliyoxoʻja Eshon oʻgʻli autour de la ville de Mastchoh, aujourd'hui au Tadjikistan, entre 1920 et 1923. L'État combat alors au côté des Armées blanches et des basmatchis.

## Histoire
En conflit avec le pouvoir soviétique, Sayyid Ahmad-xoʻja Ovliyoxoʻja Eshon oʻgʻli quitte alors son poste près d'Isfana, aujourd'hui au Kirghizistan, et se réfugie à Mastchoh où il reçoit le soutien de groupes basés à Oburdon et se déclare bey. Le 20 juin 1921, Abduhafiz, qualifié de bey de Mastchoh, assiège Qorategin et Surhob avec 2500 hommes. Bien qu'il entretient des relations diplomatiques avec la République socialiste soviétique autonome du Turkestan, le beylicat est envahi par l'Armée rouge en 1923.